# 福岡証券取引所で上場廃止となった企業一覧
福岡証券取引所で上場廃止となった企業一覧（ふくおかしょうけんとりひきじょでじょうじょうはいしとなったきぎょういちらん）は、過去に福岡証券取引所で上場廃止となった企業の一覧である。
主に倒産や株式非公開化に伴って上場廃止になった企業について記述する。株式交換や合併による上場廃止はここでは記述しない。

## 2007年
- ミサワホーム九州（2007年1月29日、福証 1747）
- 深川製磁（2007年12月31日、福証 5335）

## 2012年
- ジェイエムテクノロジー（2012年2月20日、Q-Board 2423）

## 2013年
- ダイヨシトラスト（2013年9月17日、Q-Board 3243）